# みなし労働時間制
みなし労働時間制（みなしろうどうじかんせい）とは、労働基準法において、その日の実際の労働時間にかかわらず、その日はあらかじめ定めておいた時間労働したものとみなす制度である。
- 本項で労働基準法について以下では条数のみを挙げる。

## 概要
労働時間の計算方法等は法定されていて（第38条）、使用者は、労働時間を適正に把握するため、労働者の労働日ごとの始業・終業時刻を確認し、これを記録する必要があるが（平成29年1月20日労働時間の適正な把握のために使用者が講ずべき措置に関するガイドライン）、業務の性質等によっては実労働時間の算定が難しい場合がある。そこで第38条の例外として「みなし労働時間制」が1988年（昭和63年）の改正法施行により設けられ、所定の要件を満たしてこれらを採用した場合は、使用者は労働時間把握義務を免除される。
現行の労働基準法において定められたみなし労働時間制は、以下の3種類である。
- 事業場外労働（第38条の2）
- 専門業務型裁量労働制（第38条の3）
- 企画業務型裁量労働制（第38条の4）

みなし労働時間制が適用される場合であっても、休憩（第34条）、休日（第35条）、深夜業（第61条）に関する規定は適用されるので（昭和63年1月1日基発1号）、使用者はみなし労働時間制の適用を受ける労働者についても休憩・休日・深夜業の管理を行う義務がある（平成12年1月1日基発1号）。みなし労働時間制を採用していることを理由として休憩や休日を与えなかったり、休日労働や深夜業に対する割増賃金を支払わないことは、労働基準法違反となる。しかしながら、近年ではみなし労働時間制をサービス残業の口実にする例も見られる。
また、労働時間の適正な把握に係る規定が適用されないみなし労働時間制の適用労働者（事業場外労働を行う者にあっては、みなし労働時間制が適用される時間に限る）についても、健康確保を図る必要があることから、使用者において適正な労働時間管理を行う責務がある（平成29年1月20日労働時間の適正な把握のために使用者が講ずべき措置に関するガイドライン）。
年少者（第56条以下）及び妊産婦等（第64条の2以下）をみなし労働時間制のもとで労働させることもできるが、年少者及び妊産婦等の労働時間に関する規定に係る労働時間の算定については、みなし労働時間制の規定は適用されない。したがって、年少者又は妊産婦等に独自に設けられた労働時間の制限は、みなし労働時間制によっても排除されない。

### 事業場外労働
1988年（昭和63年）の改正法施行により、それまで施行規則で定めていた規定を法本則に新たに盛り込んだ。制定当初は、外回りの営業職や海外旅行の添乗員等への適用を想定していた。
労働者が労働時間の全部又は一部について事業場外で業務に従事した場合において、労働時間を算定し難いときは、原則として、所定労働時間労働したものとみなす（第38条の2第1項）。
ただし、当該業務を遂行するためには通常所定労働時間を超えて労働することが必要となる場合においては、当該業務に関しては、当該業務の遂行に通常必要とされる時間労働したものとみなす（第1項但書）。この場合において、当該業務に関し、労使協定があるときは、その協定で定める時間を当該業務の遂行に通常必要とされる時間とする（第2項）。
労使協定には以下の事項を定めるとともに、使用者は、1の時間数が法定労働時間以下である場合を除き、当該協定を行政官庁（所轄労働基準監督署長）に届出なければならない（第3項、昭和63年1月1日基発1号）。
1. 当該業務の遂行に通常必要とされる1日当たりの労働時間数
2. 労使協定（労働協約である場合を除く）の有効期間

事業場外労働とともに内勤もした場合は、原則として内勤時間も含めて所定労働時間労働したものとみなされる。ただし事業場外労働が通常所定労働時間を超える必要がある場合は、内勤時間にその通常必要とされる時間を加えた時間労働したものとみなされる。労使協定がある場合は、内勤時間にその労使協定で定めた時間を加えた時間労働したものとみなされる。なお、労使協定に内勤時間も含めた労働時間を協定することはできない。
使用者の具体的な指揮監督が及び労働時間の算定が可能である場合は、みなし労働時間制は適用されない（昭和63年1月1日基発1号、最判平成26年1月24日）。具体的には以下の場合である。厳密に言えば、携帯電話等が広く普及した現在では、外回りで働く営業職やセールス職の労働者のほとんどはみなし制の適用対象とはならない。
- 事業場外労働のグループ内に労働時間の管理をする者がいる場合。
- 携帯電話等で随時使用者の指示を受けながら労働する場合。
- 訪問先と帰社時刻等当日の業務の具体的な指示を受けたのち指示通り業務に従事し事業場に戻る場合。

いわゆるテレワーク（在宅勤務）で次に掲げるいずれの要件をも満たす形態で行われるものについては、原則として、事業場外労働に関するみなし労働時間制が適用される（平成20年7月28日基発第0728001号、「テレワークの適切な導入及び実施の推進のためのガイドライン」）。
- 当該業務が、起居寝食等私生活を営む自宅で行われること。
- 当該情報通信機器が、使用者の指示により常時通信可能な状態におくこととされていないこと。
- 当該業務が、随時使用者の具体的な指示に基づいて行われていないこと。

### 専門業務型裁量労働制
1988年（昭和63年）の改正法施行により新設され、その後の改正で対象となる業務の範囲が拡大されている。高度の専門性・裁量性を持つ労働者への適用を想定している。
使用者が、労使協定により所定の事項を定めた場合において、労働者を対象業務に就かせたときは、当該労働者は、その協定で定める時間労働したものとみなされる（第38条の3第1項）。
業務の性質上その遂行の方法を大幅に当該業務に従事する労働者の裁量にゆだねる必要があるため、当該業務の遂行の手段及び時間配分の決定等に関し使用者が具体的な指示をすることが困難なものとして厚生労働省令で定める業務のうち、労働者に就かせることとする業務（対象業務）を対象とする。具体的には以下の業務である（施行規則第24条の2の2第2項）。なおチームで対象業務に従事していても、そのチーム内で雑用のみに従事する者や、管理者の管理のもとにおいて業務遂行や時間配分が行われている場合については、その者については専門型裁量労働制は適用できない（昭和63年3月14日基発150号）。
1. 新商品若しくは新技術の研究開発又は人文科学若しくは自然科学に関する研究の業務
2. 情報処理システム（電子計算機を使用して行う情報処理を目的として複数の要素が組み合わされた体系であってプログラムの設計の基本となるものをいう。）の分析又は設計の業務
3. 新聞若しくは出版の事業における記事の取材若しくは編集の業務又は放送法第2条第28号に規定する放送番組の制作のための取材若しくは編集の業務
4. 衣服、室内装飾、工業製品、広告等の新たなデザインの考案の業務
5. 放送番組、映画等の制作の事業におけるプロデューサー又はディレクターの業務
6. 前各号のほか、厚生労働大臣の指定する業務（平成9年2月14日労働省告示第7号）
  - コピーライター、システムコンサルタント、インテリアコーディネーター、ゲーム用ソフトウェアの創作、証券アナリスト、金融商品の開発、大学における教授研究（主として研究に従事するものに限る）、公認会計士、弁護士、建築士、不動産鑑定士、弁理士、税理士、中小企業診断士
    - 税理士事務所において「税理士の補助」として、確定申告に関する業務、土地等の簡易評価の資料作成等の業務を行っていた労働者について、「税理士の業務とはいえない」とした高裁判決がある（レガシィ他1社事件、東京高裁平成26年2月27日判決）。

労使協定には、以下の事項を定めなければならない。事業場外労働とは異なり、4の時間数が法定労働時間以下である場合であっても、当該協定を行政官庁（所轄労働基準監督署長）に届出なければならない（第3項、第4項）。
1. 当該労使協定の有効期間の定め（当該協定が労働協約である場合を除く）
  - 有効期間は3年以内とするのが望ましいとされる。
2. 下記6，7について講じた措置に関する労働者ごとの記録を、労使協定の有効期間中および有効期間満了後3年間保存すること
3. 対象業務
4. 対象業務に従事する労働者の労働時間として算定される1日当たりの労働時間数
5. 対象業務の遂行の手段及び時間配分の決定等に関し、当該対象業務に従事する労働者に対し使用者が具体的な指示をしないこと
6. 対象業務に従事する労働者の労働時間の状況に応じた当該労働者の健康及び福祉を確保するための措置を使用者が講ずること（具体的には以下の通り。また、使用者は、把握した対象労働者の勤務状況及びその健康状態に応じて、 対象労働者への専門業務型裁量労働制の適用について必要な見直しを行うことを協定に含めることが望ましいことに留意することが必要である）
  - 把握した対象労働者の勤務状況及びその健康状態に応じて、代償休日又は特別な休暇を付与すること
  - 把握した対象労働者の勤務状況及びその健康状態に応じて、健康診断を実施すること
  - 働き過ぎの防止の観点から、年次有給休暇についてまとまった日数連続して取得することを含めてその取得を促進すること
  - 心とからだの健康問題についての相談窓口を設置すること
  - 把握した対象労働者の勤務状況及びその健康状態に配慮し、必要な場合には適切な部署に配置転換をすること
  - 働き過ぎによる健康障害防止の観点から、必要に応じて、産業医等による助言、指導を受け、又は対象労働者に産業医等による保健指導を受けさせること
7. 対象業務に従事する労働者からの苦情の処理に関する措置を使用者が講ずること
  - 苦情処理措置についてはその内容を具体的に明らかにすることが必要であり、 例えば、苦情の申出の窓口及び担当者、取り扱う苦情の範囲、処理の手順・方法等を明らかにすることが望ましいことに留意することが必要である。この際、 使用者や人事担当者以外の者を申出の窓口とすること等の工夫により、対象労働者が苦情を申し出やすい仕組みとすることや、取り扱う苦情の範囲については対象労働者に適用される評価制度、賃金制度及びこれらに付随する事項に関する苦情も含むことが望ましいことに留意することが必要である。

### 企画業務型裁量労働制
2000年（平成12年）の改正法施行により新設された。企業の統括部門に勤務するホワイトカラー層への適用を想定している。
労使委員会が設置された事業場において、委員会がその委員の5分の4以上の多数による議決により所定の事項に関する決議をし、かつ使用者が当該決議を所轄労働基準監督署長に届け出た場合（届出なければ無効）、対象業務を適切に遂行できる労働者を当該対象業務に就かせたときは、当該労働者は、当該決議で定める時間労働したものとみなされる（第38条の4第1項）。専門業務型と異なり、労使協定によって採用することはできない。また、派遣労働者を企画業務型の対象とすることはできない。
厚生労働大臣は、対象業務に従事する労働者の適正な労働条件の確保を図るために、労働政策審議会の意見を聴いて、第38条の4第1項各号に掲げる事項その他労使委員会が決議する事項について指針を定め、これを公表するものとする、とされ（第38条の4第3項）、現在「労働基準法第38条の4第1項の規定により同項第1号の業務に従事する労働者の適正な労働条件の確保を図るための指針」（平成11年12月27日労働省告示第149号）が示されている。
採用可能な事業場は以下の事業場である（平成11年1月29日基発45号）。もっともいかなる事業場でも実施できるのではなく、対象業務が存在する事業場に限られる。
- 本社・本店
- 当該事業場の属する企業等に係る事業運営に大きな影響を及ぼす決定が行われる事業場
- 本社・本店である事業場の具体的な指示を受けることなく独自に、事業運営に大きな影響を及ぼす事業計画や営業計画の決定を行っている支社・支店等

労使委員会は以下の事項を決議しなければならない（第38条の4第1項各号）。
1. 事業の運営に関する事項についての企画、立案、調査及び分析の業務であって、当該業務の性質上これを適切に遂行するにはその遂行の方法を大幅に労働者の裁量にゆだねる必要があるため、当該業務の遂行の手段及び時間配分の決定等に関し使用者が具体的な指示をしないこととする業務（対象業務）
  - 「具体的な指示をしない業務」でなければそもそも対象業務として認められないのであって、専門業務型のように「具体的な指示をしないこと」自体は企画業務型では決議事項に含まれていない。なお裁量性が失われない程度の最低限の業務指示、期日管理、業務量や期日の調整のための指示を必要に応じてすることは可能である。
  - 対象業務は、一人ひとりの労働者について判断される。したがって、ホワイトカラーの業務すべてがこれに該当することとなるものではない（平成11年1月29日基発45号）。
2. 対象業務を適切に遂行するための知識、経験等を有する労働者であって、当該対象業務に就かせたときは当該決議で定める時間労働したものとみなされることとなるもの（対象労働者）の範囲
  - 知識、経験等を有しない労働者を対象労働者として決議しても無効である。制度の性質上、新入社員が対象労働者となることは想定されず、指針では少なくとも3~5年程度の実務経験が必要とされる。
3. 対象労働者の労働時間として算定される時間
4. 対象労働者の労働時間の状況に応じた当該労働者の健康及び福祉を確保するための措置を当該決議で定めるところにより使用者が講ずること。
  - ただし、措置を講じたことをもって、使用者が安全配慮義務を免れるものではない。
5. 対象労働者からの苦情の処理に関する措置を当該決議で定めるところにより使用者が講ずること。 
  - 健康・福祉確保措置及び苦情処理措置については、上記、専門業務型裁量労働制における同措置と同等のものとすることが望ましいとされている。
6. 使用者は、この項の規定により対象労働者を対象業務に就かせたときは第3号に掲げる時間労働したものとみなすことについて当該労働者の同意を得なければならないこと及び当該同意をしなかった当該労働者に対して解雇その他不利益な取扱いをしてはならないこと。
  - 制度の対象となる労働者個人からの同意が必要である。就業規則等による包括的同意は、「個別の同意」にはあたらない。
7. 前各号に掲げるもののほか、厚生労働省令で定める事項
  - 決議の有効期間の定め
  - 使用者は、上記4~6の事項に関する労働者ごとの記録を、決議の有効期間中および有効期間満了後3年間保存すること

企画型裁量労働制に係る労使委員会の決議の届出をした使用者は、当該決議が行われた日から起算して6ヶ月以内に1回、及びその後1年以内ごとに1回（当分の間、6ヶ月以内ごとに1回とされる）、対象労働者の労働時間の状況、対象労働者の健康及び福祉を確保するための措置の実施状況を、所轄労働基準監督署長に報告しなければならない。

#### 労使委員会
「賃金、労働時間その他の当該事業場における労働条件に関する事項を調査審議し、事業主に対し当該事項について意見を述べることを目的とする委員会（使用者及び当該事業場の労働者を代表する者を構成員とするものに限る。）」をいう（第38条の4第2項）。
労使委員会の委員の半数については、管理監督者以外の者の中から、労働者の過半数で組織する労働組合（ない場合は労働者の過半数を代表する者）に任期を定めて指名されるものでなければならない。また、委員会の議事については議事録が作成され、かつ3年間保存されるとともに、当該事業場の労働者に対して周知が図られていること、当該委員会の運営について必要事項を定めた規程が定められていなければならない。規程の作成・変更については当該労使委員会の同意を得なければならない。使用者は、労働者が労使委員会の委員であること若しくは労使委員会の委員になろうとしたこと又は労使委員会の委員として正当な行為をしたことを理由として不利益な取扱いをしないようにしなければならない（施行規則第24条の2の4）。なお労使委員会を設置したことについて行政官庁に届出る必要はない。
労使委員会において、変形労働時間制、休憩、時間外・休日労働、代替休暇、みなし労働時間制又は年次有給休暇に関して、その5分の4以上の多数による議決による決議が行われたときは、当該決議はこれらに係る労使協定等と同様の効果をもつ（第38条の4第5項）。さらに、三六協定に代わる決議を除き、当該決議を行政官庁に届出る必要はない。

## 動向
厚生労働省の「令和5年就労条件総合調査」によれば、令和5年1月1日現在、みなし労働時間制を採用する企業数の割合は14.3%（令和4年同調査では14.1%）である。種類別では、「事業場外労働」を採用している企業数の割合が12.4%（令和4年同調査では12.3%）、「専門業務型裁量労働時間制」が2.1%（令和4年同調査では2.2%）、「企画業務型裁量労働時間制」が0.4%（令和4年同調査では0.6%）となっている。企業規模別でみると、いずれも企業規模が大きいほど採用している企業数割合が多く、この傾向は平成~令和期を通して一貫している。またみなし労働時間制の適用を受ける労働者割合は8.9%（令和4年同調査では7.9%）となっており、これを種類別にみると「事業場外労働」が7.6%（令和4年同調査では6.5%）、「専門業務型裁量労働制」が1.1%（令和4年同調査では1.2%）、「企画業務型裁量労働制」が0.2%（令和4年同調査では0.2%）となっている。産業別では「情報通信業」「不動産業、物品賃貸業」「卸売業、小売業」「学術研究、専門・技術サービス業」では採用している割合が高く、「医療・福祉」では採用している割合が低い。